# LMS 7059-7068
De serie LMS 7059-7068 is een serie diesellocomotieven van de London, Midland and Scottish Railway (LMS), welke via War Department (United Kingdom) ook op het Europese continent, onder andere bij de Nederlandse Spoorwegen (NS) en de Nationale Maatschappij der Belgische Spoorwegen (NMBS), en in Egypte bij de Egyptian National Railways (ENR) hebben dienstgedaan.

## Inzet in het Verenigd Koninkrijk
De serie werd in 1935 door de fabriek Armstrong Withworth te Baginton aan de LMS geleverd met de nummers  7059-7068. Het betrof drie-assige dieselrangeerlocomotieven, waarvan de dieselmotor een blinde as aandreef, welke door middel van een koppelstang de drie assen aandreef. 
De locomotieven werden door de LMS ingezet te Crewe South (7059-7063) en Kingmoor (7064-7068).
Tijdens de Tweede Wereldoorlog werden de locomotieven vanaf 1940-1941 verhuurd aan het War Department, waaraan ze later ook verkocht werden.
Twee locomotieven bleven in het Verenigd Koninkrijk en werden in 1952 vernummerd in 882 en 883. In 1958 werd de 882 overgedragen aan het British Army of the Rhine en in 1959 verkocht. De 883 werd in augustus 1963 verkocht aan E. L. Pitts Ltd. in Brackley en vervolgens in 1966 doorverkocht aan de energiemaatschappij Central Electricity Generating Board. Later is de locomotief gesloopt.

## Inzet in Egypte
Een viertal, de 7060, 7065, 7066 en 7068, werd verscheept naar Egypte en voorzien van de aanduidingen MEF 19-22 (MEF van Middle East Forces). In 1942 werden deze locomotieven aan het War Department verkocht. In 1944 werden ze vernummerd in WD 70019-70022. 
Na het einde van de Tweede Wereldoorlog werd de 70019 vermoedelijk in het Suezkanaal gedumpt. De 70022 en 70020 kwamen bij de Egyptische spoorwegen ENR in dienst als 4021 en 4022. De 70021 werd in 1945 afgevoerd en in februari 1951 gesloopt.

## Inzet in Frankrijk, België en Nederland
De niet naar Egypte verscheepte zes locomotieven bleven onder hun LMS nummers dienstdoen bij het War Department. In 1944 werden deze locomotieven aan het War Department verkocht en voorzien van de nummers WD 70213-70218. De 70213, 70214, 70217 en 70218 werden verscheept naar Frankrijk.
Via België kwamen de WD 70214 en WD 70217 in Nederland terecht, waar ze vanaf eind augustus 1945 in de rangeerdienst te Maastricht werden gebruikt. In september verhuisden deze locomotieven naar Utrecht en werden ze in de NS nummering opgenomen als 521-522. In 1946 ruilde de NS deze locomotieven met het War Department voor twee sterkere locomotieven WD 70263 en 70262, de latere 509 en 510. De 521 en 522 kregen hun War Department nummers WD 70214 en WD 70217 terug en werden door de NMBS gehuurd voor rangeerwerkzaamheden te Antwerpen Zuid. Ook de WD 70213 en WD 70218 werden door de NMBS gehuurd. In 1952 werden de vier gehuurde locomotieven door de NMBS overgenomen en als Type 230 met de nummers 230.01-230.04 ingelijfd. Als zodanig hebben de locomotieven tot 1958-1966 dienstgedaan.

## Overzicht
| In dienst | LSM nummer 1935 | WD nummer 1942 | WD nummer 1944 | ENR nummer | NS nummer 1945 | NMBS nummer 1952 | BR nummer 1952 | Onofficiële naam | Uit dienst | Bijzonderheden |
| --------- | --------------- | -------------- | -------------- | ---------- | -------------- | ---------------- | -------------- | ---------------- | ---------- | --- |
| 1935      | 7059            |                | 70213          |            |                | 230.01           |                | Old Joe          | 1958       | Inzet in Frankrijk en België. Gehuurd door NMBS. Van 1952-1958 als NMBS 230.01.                                      |
| 1935      | 7060            | MEF 19         | 70019          |            |                |                  |                |                  | 1945       | Inzet in Egypte. In 1945 vermoedelijk in het Suezkanaal gedumpt.                                                     |
| 1935      | 7061            |                | 70214          |            | 521            | 230.02           |                | Pluto            | 1965       | Inzet in Frankrijk, België en Nederland. Van 1945-1946 als NS 521. Gehuurd door NMBS. Van 1952-1965 als NMBS 230.02. |
| 1935      | 7062            |                | 70215          |            |                |                  | 882            | Flying Scotsman  | 1959       | Bleef in het Verenigd Koninkrijk. In 1958 overgedragen aan het British Army of the Rhine. In 1959 verkocht.          |
| 1935      | 7063            |                | 70216          |            |                |                  | 883            |                  | 1963       | Bleef in het Verenigd Koninkrijk. Verkocht in 1963. Later gesloopt.                                                  |
| 1935      | 7064            |                | 70217          |            | 522            | 230.03           |                | Ubique           | 1961       | Inzet in Frankrijk, België en Nederland. Van 1945-1945 als NS 522. Gehuurd door NMBS. Van 1952-1961 als NMBS 230.03. |
| 1935      | 7065            | MEF 20         | 70020          | 4022       |                |                  |                |                  | ?          | Inzet in Egypte. In 1952 als ENR 4022.                                                                               |
| 1935      | 7066            | MEF 21         | 70021          |            |                |                  |                |                  | 1945       | Inzet in Egypte. Gesloopt in februari 1951.                                                                          |
| 1935      | 7067            |                | 70218          |            |                | 230.04           |                |                  | 1966       | Inzet in Frankrijk en België. Gehuurd door NMBS. Van 1952-1966 als NMBS 230.04.                                      |
| 1935      | 7068            | MEF 22         | 70022          | 4021       |                |                  |                |                  | ?          | Inzet in Egypte. Later als ENR 4021.                                                                                 |